# Zimowe Rozstaje

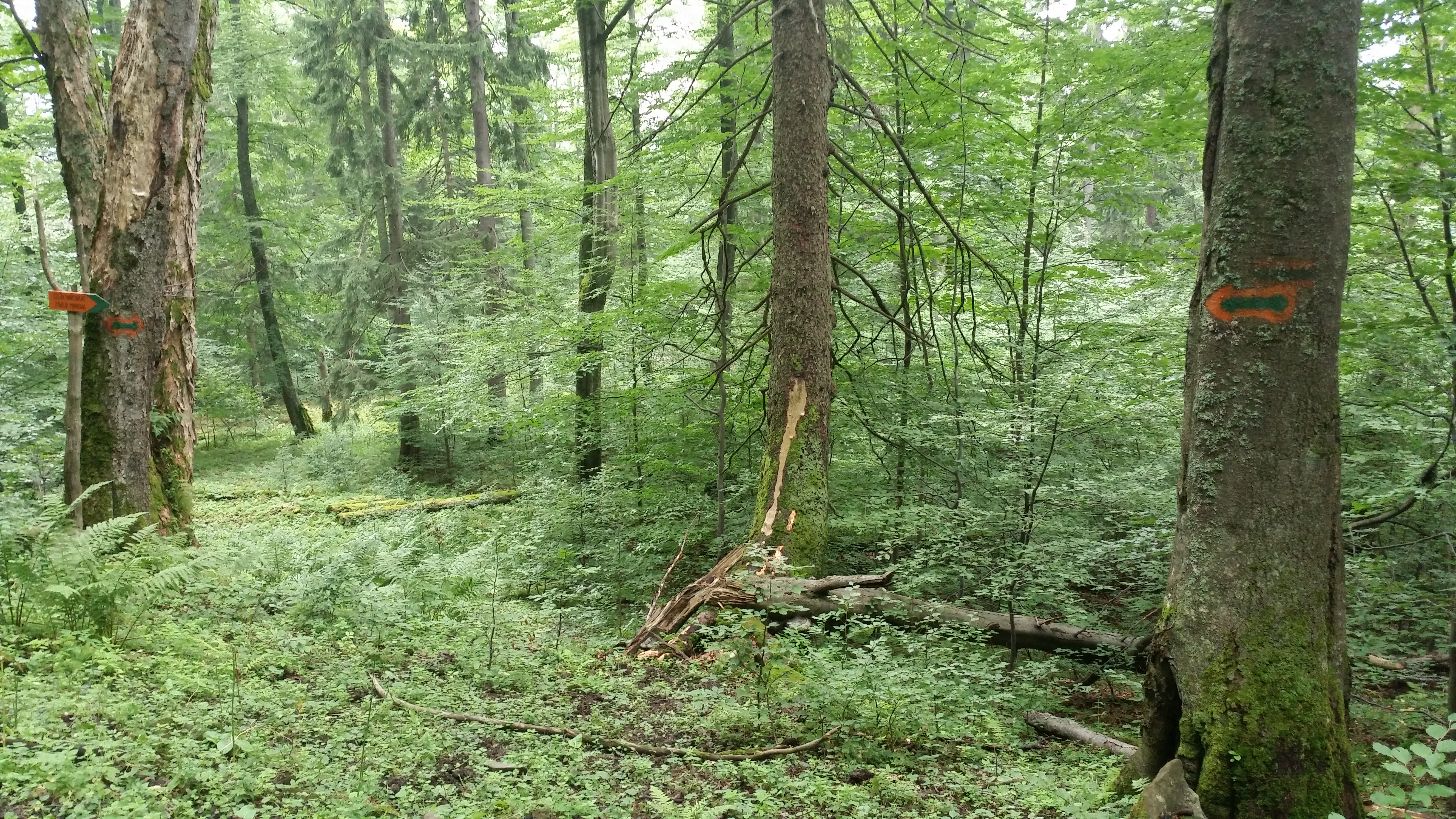
Zimowe Rozstaje – widok z Górnego Płaju.

Zimowe Rozstaje – rozdroże szlaków turystycznych na Górnym Płaju w masywie Babiej Góry w Beskidzie Żywiecko-Orawskim. Z tego miejsca odchodzi zielony zjazdowy szlak narciarski w stronę Zawoi Markowej.
Rozdroże znajduje się w Babiogórskim Parku Narodowym, w granicach wsi Zawoja, w województwie małopolskim, w powiecie suskim, w gminie Zawoja.

## Szlaki turystyczne
– Schronisko PTTK na Markowych Szczawinach – Klin – Zerwa Cylowa – Fickowe Rozstaje – Czarna Hala – Żywieckie Rozstaje.
 – Zawoja – Czatoża – Fickowe Rozstaje.
 – Górny Płaj – Markowe Rówienki – Zawoja Markowa. Długość: 2,3km.